# Гиннесс, Джуди
Хедер Сеймур Джуди Гиннесс (англ. Heather Seymour "Judy" Guinness, 14 августа 1910 — 24 октября 1952) — британская фехтовальщица-рапиристка, призёрка Олимпийских игр и чемпионатов мира.

## Биография
Родилась в 1910 году в Дублине в семье инженера Генри Сеймура Гиннесса, в будущем — банкира и политика независимой Ирландии; принадлежала к известной семье пивоваров Гиннесс. В 1932 году стала серебряной призёркой Олимпийских игр в Лос-Анджелесе. В 1933 году стала серебряной призёркой Международного первенства по фехтованию в Будапеште. На Международном первенстве по фехтованию в Вене завоевала бронзовую медаль. В 1936 году приняла участие в Олимпийских играх в Берлине, но неудачно. В 1937 году Международная федерация фехтования задним числом признала все прошедшие ранее Международные первенства по фехтованию чемпионатами мира.
В 1934 году Джуди Гиннесс вышла замуж за автогонщика Клифтона Пенн-Хьюза. После того, как он в 1939 году погиб в авиакатастрофе, она в 1942 году вышла замуж за Джона Хеннинга.